# Benny Södergren
Benny Södergren (Torshälla, 23 giugno 1948) è un ex fondista svedese.

## Carriera

### Carriera sciistica
Alle Olimpiadi di Innsbruck 1976 arrivò terzo nella gara dei 50 km.

## Palmarès

### Olimpiadi
- 1 medaglia:
  - 1 bronzo (50 km a Innsbruck 1976).